# Deja Vu (chanson d'Olivia Rodrigo)
Pour les articles homonymes, voir Déjà vu (homonymie).
Singles de Olivia Rodrigo
Drivers License
(2021) Good 4 U
(2021)
Deja Vu est une chanson de l'auteure-compositrice-interprète américaine Olivia Rodrigo. Elle est sortie le 1er avril 2021 sous les labels Geffen et Interscope.

## Historique
Olivia Rodrigo et Dan Nigro écrivent ensemble la chanson Deja Vu en une journée en août 2020. Ils la retravaillent pendant plusieurs mois et enregistrent plusieurs versions. Elle est mixée une trentaine de fois avant sa version finale.

## Clip vidéo
Le clip vidéo de Deja Vu sort le 1er avril 2021. Il est réalisé par Allie Avital. Il commence par Olivia Rodrigo qui conduit une voiture dans la ville de Malibu en mangeant une glace à la fraise. Elle se rend dans une maison dans laquelle se trouve une jeune femme interprétée par l'actrice Talia Ryder. Dans la suite du clip, les deux artistes jouent tour à tour les mêmes scènes. Il se finit par une séquence similaire à la première, mais avec Talia Ryder à la place d'Olivia Rodrigo.

## Classements hebdomadaires
| Classement (2021)                              | Meilleure position |
| ---------------------------------------------- | ------------------ |
| Allemagne (GfK Entertainment)                  | 73                 |
| Australie (ARIA)                               | 13                 |
| Autriche (Ö3 Austria Top 40)                   | 38                 |
| Belgique (Flandre Ultratip Bubbling Under 100) | 4                  |
| Canada (Hot 100)                               | 9                  |
| Canada (CHR/Top 40)                            | 27                 |
| Canada (Digital Songs)                         | 18                 |
| Danemark (Tracklisten)                         | 37                 |
| États-Unis (Hot 100)                           | 8                  |
| États-Unis (Adult Pop Songs (en))              | 29                 |
| États-Unis (Digital Songs)                     | 7                  |
| États-Unis (Pop Songs)                         | 19                 |
| États-Unis (Radio Songs)                       | 49                 |
| États-Unis (Streaming Songs)                   | 4                  |
| États-Unis (Rolling Stone Top 100 (en))        | 3                  |
| France (SNEP)                                  | 131                |
| Global 200                                     | 8                  |
| Global Excl. U.S.                              | 15                 |
| Grèce (IFPI Greece)                            | 19                 |
| Irlande (Irish Singles Chart)                  | 5                  |
| Islande (Tónlistinn)                           | 35                 |
| Lituanie (AGATA)                               | 17                 |
| Mexique (Mexico Airplay)                       | 32                 |
| Mexique (Mexico Ingles Airplay (en))           | 15                 |
| Norvège (VG-lista)                             | 17                 |
| Nouvelle-Zélande (RMNZ)                        | 10                 |
| Pays-Bas (Tipparade)                           | 7                  |
| Pays-Bas (Single Top 100)                      | 33                 |
| Portugal (AFP)                                 | 21                 |
| Royaume-Uni (UK Singles Chart)                 | 12                 |
| Singapour (RIAS (en))                          | 3                  |
| Slovaquie (IFPI Singles Digitál)               | 27                 |
| Suède (Sverigetopplistan)                      | 76                 |
| Suisse (Schweizer Hitparade)                   | 41                 |
| Tchéquie (IFPI Singles Digitál)                | 57                 |

## Historique de sortie
| Région     | Date           | Format                       | Label                 | Réf.   |
| ---------- | -------------- | ---------------------------- | --------------------- | ------ |
| Monde      | 1er avril 2021 | - streaming - téléchargement | Geffen                | [ 40 ] |
| États-Unis | 6 avril 2021   | radio CHR (en)               | - Geffen - Interscope | [ 41 ] |
| Italie     | 23 avril 2021  | radio CHR (en)               | Universal             | [ 42 ] |